# Julius Sperber
Julius Sperber, Pseudonym Julianus de Campis (* um 1540 in Seebergen; † 1616 in Dessau, Anhalt), war fürstlich anhaltischer Rat des Fürsten Christian von Anhalt zu Dessau, mystischer Schriftsteller, Kabbalist und Alchemist. Er gilt als Mitbegründer des Rosenkreuzer-Ordens. Nach Zedlers Lexikon war er Arzt, manche bezeichnen ihn als Leibarzt des Fürsten.

## Wirken
Sein berühmtestes Werk ist das Echo der von Gott hocherleuchteten Fraternitet des Lobl. Ordens R. C., publiziert in Danzig 1615 (und 1620), eine der wichtigsten und einflussreichsten frühen Schriften der Rosenkreuzer. Darin schreibt er, der Rosenkreuzerorden sei keine neue Gründung, sondern Bewahrer sehr alten Wissens, dessen erster Träger der Urvater Adam war, und von Generation zu Generation durch die Chaldäer und Ägypter weitergegeben wurde, und dann den Christen über den Heiligen Johannes und den Heiligen Bernhard überliefert. Er nennt als eingeweihte Wissende auch Guillaume Postel, Pico della Mirandola, Johannes Reuchlin und Heinrich Cornelius Agrippa von Nettesheim. (Siehe dazu auch den Eintrag Philosophia perennis).
Sperber, offenbar ein Anhänger des Paracelsus’, gehört zu den frühesten rosenkreuzerischen Autoren. In seinen Werken spricht er von einer aktiven Gemeinschaft von Rosenkreuzern, dennoch bleibt umstritten, zu welchem Zeitpunkt sich der Orden wirklich formierte (manche meinen, dass dies erst 1616 erfolgte, andere datieren die Gründung auf das Erscheinen der Fama Fraternitas des Christian Rosencreutz von 1614).
Nach dem Werk The Book of Rosicruciæ (Clymer 1946, I, xxiii–xxvi), wurden die Rosenkreuzer von John Valentine Andreæ, John Baptista van Helmont, Heinrich Khunrath, Julius Sperber, Berigard von Pisa, Jean D’Aspagnet und Henricus Madathanas begründet. Michael Maier wurde der erste Oberste Hochmeister des Ordens.
Im alchemistischen Sammelwerk Deutsches Theatrum Chemicum schreibt Sperber: „… Die von Gott anfänglich geschaffene Erde (= Synonym für Adam) war ganz vollkommen und perfekt und auch der Natur und Tugend des philosophischen Steins (= Stein der Weisen) gleich gewesen. Als der Mensch fiel, ward Gott zornig und verfluchte die „rote Erde“ (= allegorische Bezeichnung für Adam als perfekt geschaffener Mensch), er zerstörte ihre eingeborene Proportion, verkehrte die Homogenität in Heterogenität und veränderte sie durch Verrückung der Elemente (und so auch der Planetenwellen, die die Elemente erst erzeugen, und deren Resonanz zu den Charkas) in einen unflätigen Zusammenlauf der Materie: Davon die Corruption und der Tod erfolget.“
In seinem Buch der Wunder von etwa 1600 schreibt er von seinem Traum, ein neues Zeitalter (das Dritte Zeitalter, das Zeitalter des Neuen Jerusalem, ein Zeitalter der Gleichheit der Menschen nach der Epoche der Fürsten) werde prophezeit und breche jetzt an – ein Bezug auf Joachim von Fiore und dessen Millenarismus.
Julius Sperber beschäftigte sich neben der Kabbala und Alchemie auch mit „göttlicher Magie“. Er unterscheidet eine göttliche, eine menschliche und eine abergläubische (oder teuflische) Magie. Meist für erlaubt betrachtet wurde die magia naturalis, der die Magia innaturalis, diabolica, prohibita oder illicita gegenübergestellt wurde. Diese wird im üblichen Sprachgebrauch oft mit dem abwertend gemeinten Begriff der Zauberei bezeichnet.
Die Rosenkreuzer-Tradition sieht Sperber als „philosophischen Initiierten“ an, der der ersten harmonischen, geheimen Gemeinschaft der Initiierten des weltweiten Rosenkreuzer-Ordens angehört habe.
Von Bedeutung für die Fortentwicklung der Rosenkreuzer im 18. Jahrhundert war die Neuauflage seiner Schriften in den USA 1770–1777 in Philadelphia. In Philadelphia fand 1772 der erste „American Great Council of the August Fraternity“ statt. Die Gründungsväter der Fraternity Rosae Crucis wie Benjamin Franklin spielten später zum Teil eine bedeutende Rolle in der amerikanischen Revolution.
Seine Schriften beschäftigen mystische Schriftsteller bis in die Moderne. Julius Sperber wird in der Freimaurerliteratur genannt, ebenso wie in Schriften aus dem Bereich des New Age (er wird auch als eine der Quellen für die richtige Handhabung von Magie gelesen) und in neuesten Schriften zur sogenannten „Prieuré de Sion“.

## Familie
Julius Sperber war der siebte Sohn des Thüringer evangelischen Superintendenten Valentinus Sperber in Seebergen, der früher katholischer Geistlicher gewesen und von Philipp Melanchthon in der Reformationszeit mit der Nonne Euphrosyne von Borsdorf aus Borna verheiratet worden war. Sein ältester Bruder war der ostpreußische streitbare Theologe Erhard Sperber in Wehlau (zeitweise auch Danzig). Er hatte mindestens fünf weitere Brüder, die Pfarrer wurden. Deren Großvater soll der katholische Geistliche Johannes Sperber gewesen sein, der mit seiner Konkubine zusammenlebte und trotz des Zölibats Kinder zeugte. Er stammte aus der bedeutenden Reutlinger Bürgerfamilie Sperber (frühere Sperber von Sperberseck aus einer der ältesten Familien Schwabens, die verwandtschaftlich mit dem Heiligen Ulrich von Augsburg verbunden war).

## Werke
- Von dreyerley Seculis oder Hauptzeiten, Tröstlicher Prophecey vnd Weissagung. Von der zunahenden güldenen als der Dritten vnd Letzten Zeit vnd dem gantzen zustande derselben, Manuskript 1597 (Mss. in Wolfenbüttel, 772 Helmst., ff. 173–287, und im Heimatmuseum Köthen), gedruckt in Amsterdam: Benedicto Bahnsen 1660 (Ein Geheimer Tractatus Iulii Sperberi Von den dreyen Seculis oder Haupt-zeiten, von Anfang biß zum Ende der Welt …).
- Julius Sperber: Kabalisticae Precationes, siue [sive] Selectiores Sacrosancti Nominis Divini Glorificationes: E Sacrorum Bibliorum fontibus, & praesertim ex medulla Psalmorum Dauidis haustae … Magdeburg: Francus 1600 (in der Universitäts- und Landesbibliothek Jena).
- Julius Sperber (Pseudonym „Julianus de Campis“): Sendbrieff oder Bericht An alle, welche von der Newen Brüderschafft deß Ordens vom Rosen-Creutz genandt, etwas gelesen, oder von andern per modum discursus der sachen beschaffenheit vernommen. Es seynd viel die im Schrancken lauffen, etliche aber gewinnen nur das Kleinot. Darumb ermahne ich Iulianus de Campis. 1615 (Autobiographisch gehaltene Verteidigungsschrift, eine der wenigen zu seinen Lebzeiten erschienenen Schriften, Sperber starb 1616. „Dieser Schrift zufolge war damals noch keine Versammlung von Rosenkreuzern gebildet“ [Wolfstieg]).
- Julius Sperber: Echo Der von Gott hocherleuchten Fraternitet, deß löblichen Ordens R. C. Das ist: Exemplarischer Beweiß, Das nicht allein das jenige was jtzt in der Fama und Confession der Fraternitet R. C. außgebotten, müglich unnd war esy, sondern schon für neuntzehen und mehr Jaren solche Magnalia Dei, etzlichen Gottesfürchtigen Leuten, mitgetheilet gewesen, und von jhren Privatschrifften depraediciret worden. Wie dessen ein fürtrefflich Magisch Scriptum unnd Tractätlein, der Hochlöblichen Fraternitet R. C. dediciret und offentlich durch den Druck evulgiret wird. Durch des Deutschen Abecess Laut. Erstlich Gedruckt zu Dantzig, bey Andreae Hünefeldts, Anno 1616 (2. Druck, erste Auflage 1615 in Danzig erschienen, er entwirft hier ein theosophisches System, das laut Vorrede seit 1597 im Manuskript existiert. „Enthält zum ersten Mal Gesetze für die Rosenkreuzer“ (Wolfstieg)).
- Andreä, Johann Valentin: Fama Fraternitatis: Oder Entdeckung der Bruderschafft deß löblichen Ordens deß Rosen-Creutzes / Andreä, Johann Valentin; Rosenkreuzer. Beneben der Confession, Oder Bekanntnuß derselben Fraternitet, an alle Gelehrte vnd Häupter in Europa geschrieben. - Jetzo von mehrern Erraten … entlediget … vnd zum andern*. - Franckfurt am Mayn: bey Joh. Bringern und Johann Bernern zu finden, 1617. - 108 S.; (dt.) Überlieferte Verfasser: Johann Valentin Andreä. - „Confessio fraternitatis“ ist aus d. Lat. übers. - Enth. außerdem: Sendtschreiben Juliani de Campis Sendbrieff oder Bericht an Alle… / Julius Sperber. Georgii Moltheri … Relation von einer diß Orde.
- Arnoldus Kernerus mit Julianus de Campis (= Julius Sperber): Tetras chymiatrica, proponens praestantiam et in medicina efficaciam, auri, mercurii, antimonii … et medicamentorum ex illis paratorum: Opposita misochymis eadem sat frivolè calumniantibus …, Erphordiae: Birckner, 1618.
- Ara Foederis Theraphici F.X.R. Der Assertion Fraternitatis R.C. consecirt An den Leser. Quisquis de Roseae dubitas Crucis ordine Fratrum… Newenstadt: Johan Knuber 1618. Verfasser: Johannes Bureus oder Raphael Eglinus, übersetzt ins Deutsche von I.S.N.P. (Iulius Sperber[6]).
- Mysterium Magnum, Das ist Das allergrösseste Geheimbnvs 1 Von Gott, Von 2 Seinem Sohne Und von 3 Der Seele deß Menschen, Amsterdam, Vor Benedictus Bahnsen, 1660.
- Ein feiner Tractatus Iulii Sperberi, Von vielerley wunderbarlichen zum theil vormahls unerhörten/ oder auch ungewöhnlichen seltzamen Dingen/ Händeln und Sachen: So sich nicht allein sonsten vor dem Ende und nach dem Anfange einer jeden newen Hauptzeit/ sondern auch vornemlich diese hundert Jahren hero/ von Anno 1500 biß auff Anno 1600 verlauffen und zugetragen. Sampt einer summarischen und kurtzen Anzeigung von einer noch zukünfftigen/ als der letzten und güldenen Zeit/ und deroselben Gelegenheit in gemein, Amsterdam: Paskovius, 1662.
- Isagoge in veram Triunius Dei et naturae cognitionem… in qua multa quoque praeclara de materia lapidis philosophici, ejusque usu mirabilissimo continentur, Hamburg 1674 (Ferguson British Lib.), Neuauflage: Isagoge (in veram Triunius Dei et naturae cognitionem), Nürnberg: Felßecker 1729 (Faksimile 1976).
  - Deutsche Übersetzung in: Deutsches Theatrum Chemicum II, Nuremberg 1730.
- Kabalisticae precationes [deutsch]: Das ist: Außerlesene schöne Gebet, … Franckfurt – Amsterdam: Henricus Betkius 1675
- Michael Ritthalerus (mit Julius Sperber): Michaelis Ritthaleri, … hermathena philosophico-theologica, Julii Sperberi Isagogae posthumae, in veram Dei naturaeque cognitionem, per fluvios Paradisi anagogicos se adducere, ac multa de secretis naturae utiliter monere sibi visae, oppositae, Helmstadii: Hamm, 1684 (erneut gedruckt Huxarii: Heitmüller, 1685)
- Ivlii Sperberi, C. Kabalisticae precationes, das ist: Auserlesene schöne Gebete, so aus der heiligen Schrift und vornehmsten Psalmen des Königlichen Propheten Davids zusammen getragen sind. Denenselben ist auch am Ende dieser Gebete mit beygefüget, Ivlii Sperberi, Isagoge, das ist Einleitung zur wahren Erkentniß des Dreyeinigen Gottes und der Natur …, Philadelphia, 1770 (darin auch enthalten: Ivlii Sperberi, Isagoge, das ist: Einleitung zur wahren Erkentniß des Dreyeinigen Gottes und der Natur: Worinnen auch viele vortrefliche Dinge von der Materia des Philosophischen Steins enthalten sind; Aus dem lateinischen Exemplar ins Teutsche übersetzet und zum Druck befördert).
- Isagoge, das ist: Einleitung zur wahren Erkenntniß des dreyeinigen Gottes und der Natur; Worinnen auch viele vortreffliche Dinge von der Materia des philosophischen Steins enthalten sind; Aus dem lateinischen Exemplar ins Teutsche übersetzet und zum Druck befördert, Philadelphia 1777.